# Didier Mazenga Mukanzu
Didier Mazenga Mukanzu est un homme politique de la république démocratique du Congo. Il est ministre du Transport et des Voies de communications au sein du gouvernement Ilunga, de septembre 2019 à avril 2021 sous la présidence de Félix Tshisekedi. Entre avril 2021 et mars 2023, il est ministre de l'Intégration régionale au sein gouvernement Lukonde. Entre 2024 et 2025, il est ministre de l'Intégration régionale du gouvernement Suminwa.

## Carrière

### En politique
En janvier 2024, le Parti lumumbiste unifié (PALU) destitue de Willy Makiashi du poste de secrétaire général du parti. Didier Mazenga Mukanzu assure l'intérim avant d'être élu — il est l'unique candidat — ce même mois pour remplacer Makiashi,.
En août 2025, Didier Mazenga Mukanzu est remplacé au poste de ministre de l'Intégration régionale par Floribert Anzuluni.